# Pfahlerblock

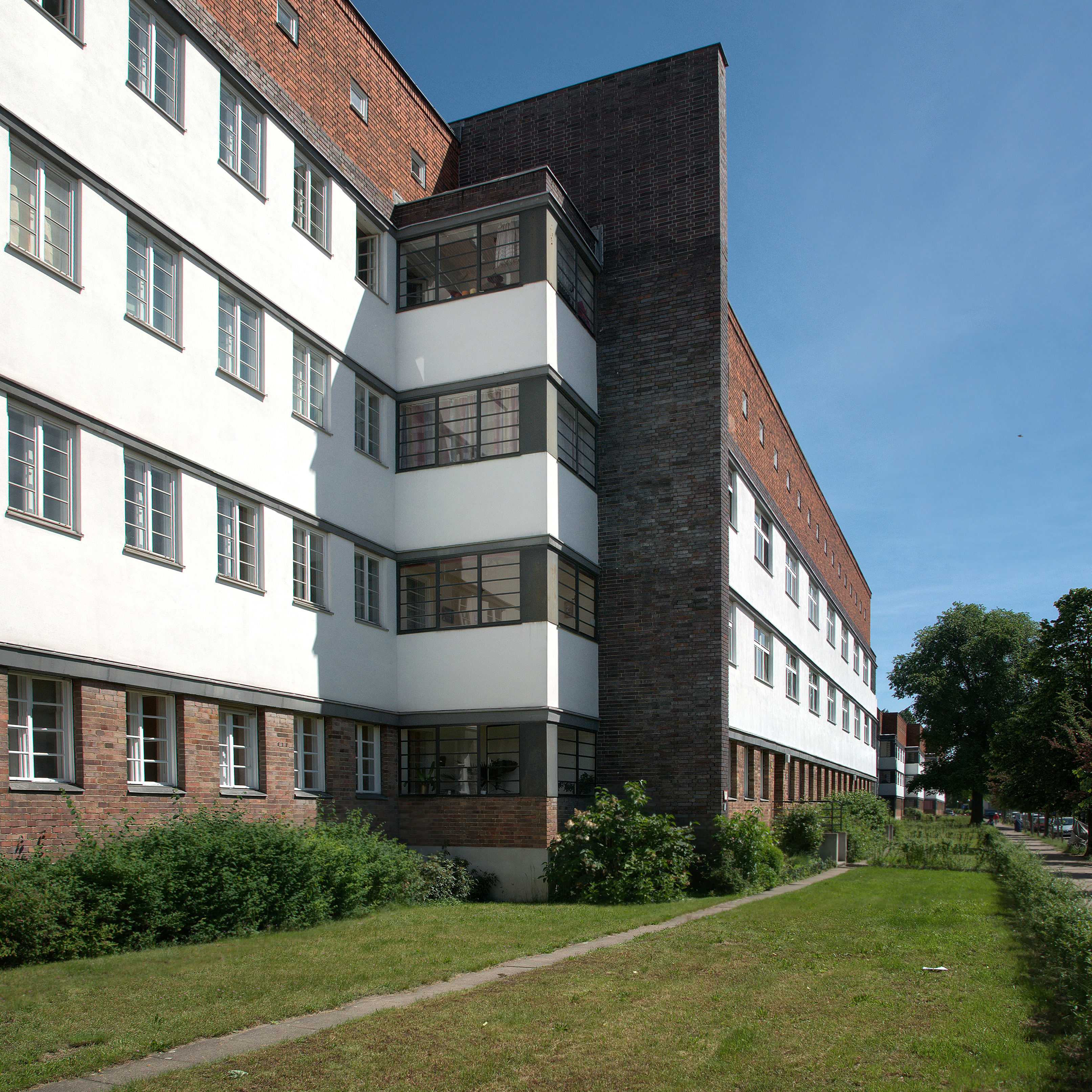
Ansicht in der Pfahlerstraße

Der sogenannte Pfahlerblock ist ein denkmalgeschütztes Gebäudeensemble in Berlin-Reinickendorf, das nach Entwürfen des Architekten Erwin Anton Gutkind in den Jahren 1927–28 erbaut wurde.

## Beschreibung
Die Wohnanlage nimmt als Blockrandbebauung den gesamten Block von etwa 210 × 90 Metern zwischen Ollenhauerstraße, Kienhorststraße, Waldowstraße und der Pfahlerstraße ein. Um den großen Hof wurden insgesamt 216 Wohneinheiten errichtet, mehrheitlich wurden Wohnungen mit zweieinhalb Zimmern geplant, es gibt aber auch Eineinhalb- und Dreieinhalb-Zimmerwohnungen.